# Психоанализа
Психоанализа је скуп теорија и терапеутских техника које су повезане са проучавањем несвесног ума, а заједно чине методу за лечење поремећаја менталног здравља. Ову дисциплину је, почетком '90-их година XIX века, успоставио аустријски неуролог Сигмунд Фројд, а делом је проистекла из клиничког рада Јозефа Бројера и других. Психоанализа се касније развијала у различитим правцима, углавном под утицајем Фројдових ученика Алфреда Адлера и његовог сарадника Карла Густава Јунга и неофројдоваца попут Ериха Фрома, Карен Хорнај и Харија Стек Саливена. Фројд је израз психоанализа задржао као назив за сопствену школу мишљења.
Психоанализа је контроверзна дисциплина и њена валидност као науке често је била оспоравана. Ипак, она и даље има снажан утицај у психијатрији, негде више, а негде мање. Психоаналитичке идеје су широко коришћене и изван терапеутског простора, у областима као што су психоаналитичка књижевна критика, анализа филма, митова и других културних феномена.

## Основни принципи
Основни принципи психоанализе су следећи:
1. Развој једне особе одређују заборављени догађаји у раном детињству, а не само наслеђене особине;
2. Људско понашање и спознаја (когниција) су у великој мери одређени инстинктивним нагонима који су укорењени у несвесном;
3. Покушаји да се ти нагони освесте изазивају отпор у виду одбрамбених механизама, нарочито потискивања;
4. Конфликти између свесног и несвесног материјала могу довести до душевних поремећаја као што су неуроза, развој неуротичних особина, анксиозност и депресија;
5. Несвесни материјал се може наћи у сновима и омашкама, укључујући и маниризме и лапсусе;
6. Ослобађање од последица несвесног постиже се довођењем овог материјала у свесно помоћу терапијске интервенције;
7. „Централни елемент психоаналитичког процеса“ је трансфер, при чему пацијенти поново проживљавају своје инфантилне сукобе пројектујући на аналитичара осећања љубави, зависности и љутње.[7]

## Пракса
Током психоаналитичких сеанси, које обично трају 50 минута и одржавају се, у идеалном случају, 4–5 пута недељно, пацијент („анализант“) може лежати на каучу, при чему аналитичар најчешће седи иза њега и ван његовог видокруга. Пацијент износи своје мисли, укључујући ту слободне асоцијације, фантазије и снове, из којих аналитичар изводи несвесне сукобе који проузрокују симптоме код пацијента као и његове карактерне проблеме. Анализом ових конфликата која укључује тумачење трансфера и контратрансфера (аналитичаревих осећања према пацијенту), аналитичар суочава пацијента са његовим патолошким одбранама како би му помогао да стекне увид.

## Историја
Фројд је први пут употребио израз психоанализа (на француском) 1896. године. Дело Тумачење снова, које је Фројд сматрао својим „најзначајнијим делом“, појавило се у новембру 1899. Психоанализа се касније развијала у различитим правцима, углавном под утицајем Фројдових ученика, попут Алфреда Адлера и Карла Густава Јунга,  и неофројдоваца као што су Ерих Фром, Карен Хорнај и Хари Стек Салливен. Фројд је израз психоанализа задржао као назив за сопствену школу мишљења.

### 1890-те
Идеја психоанализе почела је да добија озбиљну пажњу под Зигмундом Фројдом, који је формулисао сопствену теорију психоанализе у Бечу 90-их година деветнаестог века. Фројд је био неуролог који је покушавао да нађе ефикасан третман за пацијенте са неуротичним или хистеричним симптомима. Да постоје ментални процеси који нису свесни, схватио је док је радио као неуролошки консултант у Дечјој болници, где је приметио да код многе деце која имају афазију не постоји очигледан органски узрок њихових симптома. Потом је написао монографију о овој теми. Године 1885, добио је стипендију за усавршавање код Жан-Мартена Шаркоа, познатог неуролога, у Салпетријеру у Паризу, где је пратио Шаркоове клиничке презентације, посебно у областима хистерије, парализе и анестезије. Шарко је увео хипнотизам као експериментално истраживачко средство и развио фотографски приказ клиничких симптома.
Фројдова прва теорија која објашњава хистеричне симптоме представљена је у Студијама о хистерији (1895), где је коаутор са својим ментором, угледним лекаром Јозефом Бројером, и тај моменат се углавном сматра рођењем психоанализе. Овај рад је заснован на Бројеровом третману Берте Папенхајм, у студијама случаја под псеудонимом "Ана О.", третману који је она сама назвала "леком у виду разговора". Бројер пише да многи фактори могу довести до таквих симптома, укључујући разне врсте емоционалних траума, а такође приписује заслуге раду других, попут Пјера Жанеа; док је Фројд тврдио да се у корену хистеричних симптома налазе потиснута сећања на узнемирујуће догађаје, са, готово увек, директним или индиректним сексуалним асоцијацијама.
Отприлике у исто време, Фројд је покушао да развије неурофизиолошку теорију несвесних менталних механизама, од које је убрзо одустао. То је остало необјављено током његовог живота.
Израз "психоанализа" први пут се појавио у Фројдовом есеју "L'hérédité et l’étiologie des névroses" који је написан и објављен на француском 1896. године.
Фројд је 1896. објавио и такозвану теорију завођења која говори о томе да су сексуална узбуђења у раном детињству предуслов за хистеричне симптоме и тврдио је да је открио потиснута сећања на инциденте сексуалног злостављања код свих својих тренутних пацијената. Међутим, 1898. године, приватно је признао свом пријатељу и колеги Вилхелму Флису да више не верује у своју теорију, мада то јавно није изјавио све до 1906. Мада је 1896. године известио да се његови пацијенти „не сећају [инфантилних сексуалних] сцена“ и уверавају га „недвосмислено у своју неверицу“, у каснијим извештајима је навео да су му рекли да су били сексуално злостављани у раном детињству. То је био историјски важећи исказ све док га нису довели у питање неколицина фројдоваца, у другој половини XX века, који су тврдили да је Фројд својим пацијентима наметао унапред формиране идеје. Међутим, на основу своје тврдње да су пацијенти извештавали о инфантилним искуства сексуалног злостављања, Фројд је затим тврдио да његови клинички налази средином 1890-их пружају доказе за постојање несвесних фантазија у циљу сакривања сећања на инфантилну мастурбацију. Тек много касније, изнео је тврдњу да ови налази представљају доказ за едипалне жеље.
Године 1899, Фројд је поставио теорију да снови имају симболички значај и углавном су посебни за сваког сањача. Фројд је формулисао своју другу психолошку теорију - према којој се у несвесном јавља "примарни процес" који се састоји од симболичних и кондензованих мисли и "секундарни процес" који се састоји од логичких, свесних мисли. Ова теорија је објављена у његовој књизи из 1899. године Тумачење снова. Поглавље 7. представља прераду ранијег „Пројекта“, а Фројд износи у главним цртама своју „топографску теорију“. У овој теорији, коју је касније истиснула структурална теорија, неприхватљиве сексуалне жеље потиснуте су у „систем несвесног“, несвесне због осуде друштва од предбрачне сексуалне активности, а та репресија производи анксиозност. Ова „топографска теорија“ је још увек популарна у већем делу Европе, мада је у већем делу Северне Америке изгубила поклонике.

### Од 1900. до 1940-тих
Године 1905, Фројд је објавио Три есеја о теорији сексуалности у којима је изнео своје откриће такозваних психосексуалних фаза: орална (од рођења до 2. године), анална (2–4), фалусно-едипална (3–6), фаза латенције (од 6. године до пубертета) и зрела генитална фаза (од пубертета надаље). Његова рана формулација подразумевала је идеју да се сексуалне жеље због друштвених ограничења потискују у несвесно стање и да се енергија тих несвесних жеља може претворити у анксиозност или физичке симптоме. Због тога су првобитне технике лечења, укључујући хипнотизам и абреакцију, биле осмишљене тако да учине да несвесно постане свесно како би се особа ослободила притиска и последичних симптома. Фројд ће ову методу касније оставити по страни, дајући слободној асоцијацији већу улогу.
У есеју О нарцизму (1915) Фројд је скренуо пажњу на тему нарцизма. Још увек користећи енергијски систем, Фројд је окарактерисао разлику између енергије усмерене на себе насупрот енергији усмереној на друге, или катексији. Године 1917, у "Туговању и меланхолији", навео је да су одређене депресије изазване преокретањем љутње због кривице на себе. Године 1919, у књизи „Дете које туку“ почео је да се бави проблемима самодеструктивног понашања (моралног мазохизма) и сексуалног мазохизма. На основу свог искуства са депресивним и самодеструктивним пацијентима и размишљајући о покољу у Првом светском рату, Фројд је постао незадовољан разматрањем само оралних и сексуалних мотивација за понашање. Године 1920, фокусирао се на моћ идентификације (са вођом и са осталим члановима) у групама као мотивацију за понашање (у делу Групна психологија и анализа ега). Исте године (1920) изнео је своју теорију о "дуалном нагону" сексуалности и агресије у есеју С оне стране принципа задовољства, како би покушао да објасни људску деструктивност. То је такође било и прво појављивање његове „структуралне теорије“ која се састојала од три нова концепта ида, ега и суперега.
Три године касније, резимирао је идеје ида, ега и суперега у делу Его и Ид. У овој књизи је ревидирао читаву теорију менталног функционисања, сада сматрајући да је потискивање само један од многих одбрамбених механизама и да се јавља како би се смањила анксиозност. Стога је потискивање окарактерисао и као узрок и као последицу анксиозности. Године 1926, у делу Инхибиције, симптоми и анксиозност, Фројд је описао како интрапсихички конфликт између нагона и суперега (жеље и кривице) изазива анксиозност и како та анксиозност може довести до инхибиције менталних функција, попут интелекта и говора. Дело Инхибиције, симптоми и анксиозност написано је као одговор Отоу Ранку, који је 1924. године објавио дело Траума рођења, где је анализирао како су уметност, митологија, религија, филозофија и терапија осветљене анксиозношћу због сепарације у "фази пре развоја Едиповог комплекса". Фројдове теорије, међутим, немају ту фазу. Према Фројду, Едипов комплекс се налази у средишту неурозе и темељни је извор целокупне уметности, митологије, религије, филозофије и терапије - у ствари целокупне људске културе и цивилизације. То је био први пут да је неко у унутрашњем кругу означио нешто друго осим Едиповог комплекса као допринос интрапсихичком развоју, појам који су Фројд и његови следбеници у том тренутку одбацили.
Године 1936, Роберт Велдер је објаснио "Принцип вишеструке функције". Он је проширио формулацију да су психолошки симптоми изазвани конфликтом и истовремено га олакшавају. Штавише, симптоми (као што су фобије и компулзије) представљају елементе неке нагонске жеље (сексуалне и/или агресивне), суперега, анксиозности, реалности и одбрана. Ана Фројд, Сигмундова ћерка, такође је, 1936. године, објавила своју утицајну књигу Его и механизми одбране, износећи бројне начине на које ум може да блокира допирање узнемирујућих ствари у свест.

### Од 1940-их до данас
Кад је Хитлерова моћ порасла, породица Фројд и многе њихове колеге су побегли у Лондон. После годину дана, Зигмунд Фројд је умро. У Сједињеним Државама, после Фројдове смрти, једна нова група психоаналитичара почела је да истражује функцију ега. Предвођени Хајнцом Хартманом, Крисом, Рапапортом и Ловенштајном, ова група је надограђивала разумевање синтетичке функције ега као посредника у психичком функционисању. Хартман је посебно разликовао аутономне функције ега (попут меморије и интелекта које могу бити секундарно погођене конфликтом) и синтетичке функције које су резултат формирања компромиса. Ови "его психолози" из 1950-их трасирали су пут за аналитички рад фокусирањем на одбране (посредством ега) пре него што се почне са истраживањем дубљих корена несвесних сукоба. Поред тога, јављало се све веће интересовање за дечју психоанализу. Иако је од свог почетка критикована, психоанализа се користи као истраживачко средство у области дечјег развоја, као и у лечењу одређених менталних поремећаја. Шездесетих година 20. века, доведена су у питање Фројдова првобитна размишљања о развоју женске сексуалности у детињству; то је довело до појаве различитих теорија о женском сексуалном развоју, при чему су многе од њих измениле временски оквир и нормалитет неколико Фројдових теорија (које су прикупљене из лечења жена са менталним поремећајима). Неколико истраживача следило је истраживања Карен Хорнај о друштвеним притисцима који утичу на развој жена.
У првој деценији 21. века у Сједињеним Државама је постојало око 35 института за психоаналитичку обуку акредитованих од стране Америчког психоаналитичког удружења (APsaA), која се налази у саставу Међународног психоаналитичког удружења (IPA), а постоји преко 3000 дипломираних психоаналитичара који обављају праксу у Сједињеним Државама. IPA акредитује центре за психоаналитичку обуку путем таквих „саставних организација“ широм света, укључујући земље као што су Србија, Француска, Немачка, Аустрија, Италија, Швајцарска и многе друге, као и око шест института директно у Сједињеним Државама.

## Теорије
Главне психоаналитичке теорије се могу поделити у више теоријских школа. Иако се теоријске школе разликују, већина њих наглашава утицај несвесних елемената на свесно. Такође је урађен значајан посао на консолидацији елемената сукобљених теорија (упор. рад Теодора Дорпата, Б. Килингмоа и С. Актара). Као и у свим областима медицине, постоје неки стални сукоби у вези са специфичним узроцима одређених синдрома и спорови у вези са идеалним техникама лечења. У 21. веку, психоаналитичке идеје су уграђене у западну културу, посебно у областима као што су брига о деци, образовање, књижевна критика, културне студије, ментално здравље и посебно психотерапија. Иако постоји мејнстрим развијених аналитичких идеја, постоје групе које следе правила једног или више каснијих теоретичара. Психоаналитичке идеје такође играју улогу у неким врстама књижевне анализе попут архетипске књижевне критике.

### Топографска теорија
Топографску теорију именовао је и први описао Зигмунд Фројд у Тумачењу снова (1899). Ова теорија претпоставља да се ментални апарат може поделити на три система: свесно, предсвесно и несвесно. Ови системи нису анатомске структуре мозга већ ментални процеси. Иако је задржао ову теорију целог живота, Фројд ју је великим делом заменио структуралном теоријом. Топографска теорија остаје као једно од метапсихолошких гледишта за описивање тога како функционише ум у класичној психоаналитичкој теорији.

### Структурална теорија
Структурална теорија дели психу на ид, его и суперего. Ид је присутан на рођењу као складиште основних инстинката, које је Фројд назвао „Triebe“ („нагони“): неорганизован и несвестан, он делује само према 'принципу ужитка', без реализма или гледања унапред. Его се развија полако и постепено, посредујући између нагона ида и реалности спољног света; на тај начин он делује према 'принципу реалности'. Суперего се сматра делом ега у којем се развијају самопосматрање, самокритичност и друге рефлективне способности и способности просуђивања. Его и суперего су делом свесни, а делом несвесни.

### Теоријски и клинички приступи
Током 20. века појавили су се бројни клинички и теоријски модели психоанализе.

#### Его психологија
Его психологију је први предложио Фројд у својој студији Инхибиције, симптоми и анксиозност (1926). Велики корак напред био је рад Ане Фројд на механизмима одбране, први пут објављен у њеној књизи Его и механизми одбране (1936).
Теорију су прерадили Хартман, Ловенштајн и Крис у низу радова и књига од 1939. до касних 60-их година. Лео Белак је касније допринео овој теорији. Овај низ конструката, паралелно са неким каснијим развојима когнитивне теорије, укључује појмове аутономних функција ега: менталне функције које нису, барем по пореклу, зависне од интрапсихичког сукоба. Те функције обухватају: сензорну перцепцију, моторичку контролу, симболичку мисао, логичку мисао, говор, апстракцију, интеграцију (синтезу), оријентацију, концентрацију, просуђивање о опасности, тестирање реалности, адаптивне способности, извршно одлучивање, хигијену и самоочување. Фројд је приметио да је инхибиција једна метода коју ум може користити за ометање било које од ових функција како би се избегле болне емоције. Хартман је (1950-тих) истакао да код тих функција може доћи до кашњења или дефицита.
Фрош (1964) је описао разлике код оних људи који су имали оштећен односом према реалности, али код којих је то могло да се тестира.
Према его психологији, снаге ега, које је касније описао Ото Ф. Кернберг (1975), укључују капацитете за контролу оралних, сексуалних и деструктивних импулса; у циљу толерисања болних утицаја да не би дошло до слома; и како би се спречила ерупција бизарне симболичке фантазије у свести. Синтетичке функције, за разлику од аутономних, настају развојем ега и служе за управљање конфликтним процесима. Одбране су синтетичке функције које штите свесни ум од свести о забрањеним импулсима и мислима. Једна од сврха его психологије била је наглашавање да се неке менталне функције могу сматрати основним, а не дериватима жеља, афеката или одбрана. Међутим, аутономне функције ега могу бити секундарно погођене због несвесног конфликта. На пример, пацијент може имати хистеричну амнезију (при чему је меморија аутономна функција) због интрапсихичког конфликта (желећи да се не сећа јер је то превише болно).
Горепоменуте теорије узете заједно представљају групу метапсихолошких претпоставки. Стога, инклузивна група различитих класичних теорија даје попречни пресек човекове менталне активности. Постоји шест "становишта", од којих је пет описао Фројд, а шесто додао Хартман. Према томе, несвесни процеси се могу оценити са сваког од ових шест становишта. Та "становишта" су: 1. Топографско 2. Динамичко (теорија конфликта) 3. Економско (теорија протока енергије) 4. Структурно 5. Генетско (теорије које се односе на порекло и развој психолошких функција) и 6. Адаптивно (психолошки феномени који се односе на спољни свет).

#### Савремена теорија конфликта
Савремена теорија конфликта, варијација его психологије, ревидирана је верзија структуралне теорије, са најизраженијом разликом у вези са тим где су ускладиштене потиснуте мисли (Фројд, 1923, 1926). Савремена теорија конфликта размишља о емоционалним симптомима и особинама карактера као сложеним решењима менталног конфликта. Она изоставља идеју фиксног ида, ега и суперега и уместо тога претпоставља свесни и несвесни сукоб између жеља (зависних, контролишућих, сексуалних и агресивних), кривице и срамоте, емоција (нарочито анксиозности и депресивног афекта) и одбрамбених операција које искључују из свести неки аспект других. Штавише, здраво функционисање (адаптивно) такође је детерминисано, у великој мери, решењима конфликта.

#### Теорија објектних односа
Теорија објектних односа  покушава да објасни успоне и падове људских односа помоћу проучавања тога како су организоване унутрашње представе себе и других. Клинички симптоми који сугеришу проблеме са објектним односима (типично застоји у развоју током живота) укључују поремећаје у способности појединца да осећа топлину, емпатију, поверење, осећај сигурности, стабилност идентитета, конзистентну емоционалну блискост и стабилност у односима са другима (Не сугерише се да треба веровати свима, на пример). Појмове о унутрашњим репрезентацијама (који се такође понекад називају „интроспекти“, „представе селфа и објекта“ или „интернализација себе и других“), иако се често приписују Меланији Клајн, први пут је споменуо Зигмунд Фројд у својим раним идејама о теорији нагона (Три есеја о теорији сексуалности, 1905). У свом раду из 1917. „Туговање и меланхолија“, на пример, Фројд претпоставља да је неразрешена туга проузрокована тиме што се интернализована слика покојника у уму преживелог стапа са сопственом, а затим преживели пребацује неприхватљиви гнев ка покојнику на сложену слику о себи коју је сада формирао.
Професор Вамик Волкан је у делу „Повезивање објеката и феномен повезивања“ проширио Фројдове мисли о томе, описујући синдроме „успостављеног патолошког туговања“ насупрот „реактивној депресији“ на основу сличне динамике. Хипотезе Меланије Клајн о интернализацији током прве године живота, која доводи до параноидних и депресивних позиција, касније је оспорио Рене Спиц (нпр. The First Year of Life, 1965), који је прву годину живота поделио у две фазе: ценестетску, у првих шест месеци, и дијакритичку, током других шест месеци. Маргарет Малер (Малер, Фајн и Бергман, The Psychological Birth of the Human Infant, 1975) и њена група су, најпре у Њујорку, а затим у Филаделфији, описали различите фазе и подфазе дечјег развоја које доводе до "сепарације-индивидуације" током прве три године живота, наглашавајући важност константности родитељских фигура (упркос деструктивној агресији детета) за дететове интернализације, стабилност у управљању афектима и способност развијања здраве аутономије.
Џон Фрош, Ото Кернберг, Салман Актар и Шелдон Бах су развили теорију константности селфа и објекта с обзиром да она утиче на психијатријске проблеме одраслих као што су психозе и гранична стања. Питер Блос је описао (у књизи под називом О адолесценцији, 1960) како се сличне сепарационе-индивидуационе борбе дешавају током адолесценције, наравно са другачијим исходом из прве три године живота: тинејџер обично, на крају, напусти кућу родитеља (ово зависи од културе). Током адолесценције, Ерик Ериксон (1950-1960) је описао "кризу идентитета", која укључује анксиозност дифузије идентитета. Да би одрасла особа могла да искуси топлину, емпатију, поверење, идентитет, блискост и стабилност у односима (видети Блекмен, 101 одбрана: Како ум штити себе, 2001) тинејџер мора да разреши проблеме са идентитетом и поново развије константност селфа и објекта.

#### Селф психологија
Селф психологија наглашава развој стабилног и интегрисаног осећаја себе кроз емпатичне контакте са другим људима, на првом месту са важним особама који се схватају као "селф-објекти". Селф-објекти испуњавају потребе развијајућег селфа за огледањем, идеализацијом и близанаштвом и тако јачају развијајући селф. Процес лечења наставља се кроз "трансмутираујуће интернализације" у којима пацијент постепено интернализује селф-објектне функције које пружа терапеут. Оснивач селф психологије је Хајнц Кохут, а даље су је развили Арнолд Голдберг, Френк Лахман, Пол и Ана Орнстин, Маријан Толпин и други.

#### Жак Лакан и лаканијанска психоанализа
Лаканијанска психоанализа, која интегрише психоанализу са структуралном лингвистиком и хегелијанском филозофијом, нарочито је популарна у Француској и деловима Латинске Америке. Лаканијанска психоанализа представља одступање од традиционалне британске и америчке психоанализе, а то је претежно его психологија. Жак Лакан је често користио фразу "retourner à Freud" ("повратак Фројду") на својим семинарима и у радовима, јер је тврдио да су његове теорије екстензија Фројдових, а супротне теоријама Ане Фројд, его психологији, теорији објектних односа и теоријама "селфа", а такође истиче и то да је неопходно прочитати целокупна Фројдова дела, а не само њихов део. Лаканови појмови односе се на "фазу огледала", "реално", "имагинарно" и "симболичко" и тврдњу да је "несвесно структурирано као језик".
С обзиром на велики утицај на психоанализу у Француској и деловима Латинске Америке, Лакану и његовим идејама било је потребно дуже времена да се преведу на енглески па је тако извршио мањи утицај на психоанализу и психотерапију на енглеском говорном подручју. У Великој Британији и Сједињеним Државама, његове идеје се најчешће користе за анализу текстова у теорији књижевности. Због свог све критичнијег става према одступањима од Фројдове мисли, често издвајајући одређене текстове и читања својих колега, Лакан је био искључен са посла аналитичара за обуку у Међународном психоаналитичком удружењу, што га је навело да оснује сопствену школу како би задржао институционалну структуру за многе кандидате који су желели да наставе анализу са њим.

#### Интерперсонална психоанализа
Интерперсонална психоанализа наглашава нијансе међуљудских интеракција, посебно то како се појединци штите од анксиозности помоћу успостављања обмањујућих интеракција с другима, и релевантност стварних искустава са другим особама у свом развоју (нпр. са породицом и вршњацима) као и у садашњости. То је у супротности са приматом интрапсихичких сила, као у класичној психоанализи. Интерперсоналну теорију поставио је др. Хари Стек Саливен, а даље су је развили Фрида Фром-Рајхман, Клара Томпсон, Ерих Фром и други који су учествовали у оснивању Института Вилијам Алансон Вајт у Њујорку и интерперсоналне психоанализе уопште.

#### Културалистичка психоанализа
Неке психоаналитичаре називају културалистима, због важности коју дају култури у генези понашања. Ериха Фрома, Карен Хорнај, Харија Стек Саливена и друге називају културолошким психоаналитичарима. Они су били у сукобу са ортодоксним психоаналитичарима.

#### Феминистичка психоанализа
Феминистичке теорије психоанализе појавиле су се у другој половини 20. века, у настојању да артикулишу женску, мајчинску и сексуалну различитост и развој са становишта женских субјеката. За Фројда, мушкарац је субјект, а жена објекат. За Фројда, Виникота и теорије о објектним односима, мајка је структурирана као објекат дететовог одбацивања (Фројд) и деструкције (Виникот). За Лакана, "жена" може или да прихвати фалусни симбол као објекат или да отелотвори недостатак симболичке димензије која саопштава структуру људског субјекта. Феминистичка психоанализа углавном је постфројдовска и постлаканијанска са теоретичарима као што су Торил Мој, Џоан Копџек, Џулијет Мичел, Тереза Бренан и Гриселда Полок, следећи француску феминистичку психоанализу, поглед и сексуалне разлике у женском и од женског. Француске теоретичарке попут Лис Иригаре оспоравају фалогоцентризам. Џесика Бенџамин се бави питањем женскости и љубави. Феминистичка психоанализа саопштава и укључује родне, квир и постфеминистичке теорије.

#### Адаптивна парадигма психоанализе и психотерапије
„Адаптивна парадигма психотерапије“ развила се из рада Роберта Ленгса. Адаптивна парадигма тумачи психички конфликт првенствено у смислу свесне и несвесне адаптације на реалност. Ленгсов скорашњи рад се у одређеној мери враћа ранијем Фројду, пошто Ленгс више преферира модификовану верзију топографског модела ума (свесно, предсвесно и несвесно) него структурални модел (ид, его и супер-его), укључујући првобитни акценат на трауми (мада Ленгс посматра трауме повезане са смрћу, а не на сексуалне трауме). У исто време, Ленгсов модел ума разликује се од Фројдовог по томе што ум посматра према еволуционим биолошким принципима.

#### Релациона психоанализа
Релациона психоанализа комбинује интерперсоналну психоанализу са теоријом објектних односа и интер-субјективном теоријом. Њен оснивач је Стивен А. Мичел. Релациона психоанализа наглашава то како личност појединца обликују како стварни тако и замишљени односи са другима и како се ти обрасци односа дешавају у интеракцијама између аналитичара и пацијента. У Њујорку, кључни заговорници релацијске психоанализе су Лу Арон, Џесика Бенџамин и Едријен Харис. Фонаги и Таргет су, у Лондону, изнели своје мишљење о потреби да се помогне одређеним изолованим пацијентима да развију способност за "ментализацију" повезану са размишљањем о везама и себи. Аријета Слејд, Сузан Коутс и Данијел Шектер из Њујорка додатно су допринели примени релационе психоанализе у лечењу одраслих пацијената као родитеља, клиничкој студији ментализације у односима родитељ-дете и међугенерацијском преносу повезаности и трауме.

#### Интерсубјективна психоанализа
Израз "интерсубјективност" увели су у психоанализу Џорџ Е. Етвуд и Роберт Столороу (1984). Интерсубјективни приступи наглашавају то како и на развој личности и на терапијски процес утичу међувезе између пацијентове субјективне перспективе и субјективне перспективе других људи. Представници интерперсонално-релационог и интерсубјективног приступа су: Ото Ранк, Хајнц Кохут, Стивен А. Мичел, Џесика Бенџамин, Бернард Брендшафт, Ј. Фосхаге, Дона М. Оринџ, Арнолд "Арни" Миндел, Томас Огден, Овен Реник, Ирвин З. Хофман, Харолд Серлс, Колуин Тревартен, Едгар А. Левинсон, Џеј Гринберг, Едвард Р. Ритво, Беатрис Биби, Френк М. Лекман, Херберт Розенфелд и Данијел Стерн .

#### Модерна психоанализа
"Модерна психоанализа " је термин који су сковали Хајмен Спотниц и његове колеге да би описали скуп теоријских и клиничких приступа који имају за циљ да прошире Фројдове теорије тако што ће их учинити применљивим на целокупан спектар емоционалних поремећаја и да прошире потенцијал за лечење на патологије за које се сматра да се не могу излечити помоћу класичних метода. Интервенције засноване на овом приступу првенствено су намењене пружању емоционално-сазревајуће комуникације пацијенту, а не произвођењу интелектуалног увида. Ове интервенције, изван циљева усмерених на увид, користе се за решавање отпора који су присутни у клиничким условима. Ова школа психоанализе допринела је могућностима обуке за студенте у Сједињеним Државама и из земаља широм света. Часопис Модерна психоанализа објављује се од 1976. године.

## Психопатологија (ментални поремећаји)

### Одрасли пацијенти
Различите психозе укључују дефицит у аутономним его функцијама (види горе) интеграције (организације) мишљења, у способности апстракције, у односу према реалности и тестирању реалности. Код депресија са психотичним карактеристикама, функција самоодржања такође може бити оштећена (понекад од снажног депресивног афекта). Због интегративног дефицита (који често проузрокује оно што општи психијатри називају "лабаве асоцијације", "блокирање", "вербигерација" и "повлачење мисли"), развој представе селфа и објекта такође је нарушен. Стога, клинички посматрано, код психотичних особа манифестују се ограничења у осећају топлине, емпатије, поверења, идентитета, блискости и/или стабилности у односима (због проблема са анксиозношћу због фузије селфа и објекта).
Код пацијената чије су аутономне функције ега неоштећене, али који и даље показују проблеме са објектним односима, дијагноза често спада у категорију познату као гранични (borderline) поремећај личности. Гранични пацијенти такође показују дефицит, често у контролисању импулса, афеката или фантазија – али њихова способност да тестирају реалност остаје мање или више нетакнута. Одрасли који не осећају кривицу и стид и који се препуштају криминалном понашању, обично добијају дијагнозу психопатије или, премаДСМ-ИВ-ТР, антисоцијалног поремећаја личности.
Паника, фобије, конверзије, опсесије, компулзије и депресије (аналитичари их називају "неурозама") обично нису узроковане дефицитом функција, већ интрапсихичким конфликтима. Ти конфликти су углавном између сексуалних и непријатељско-агресивних жеља, кривице и стида и реалности. Конфликти могу бити свесни или несвесни, али они стварају анксиозност, депресивни афект и љутњу. Коначно, на различите елементе делују одбрамбени механизми – у основи механизми искључивања ума који чине да људи буду несвесни тог елемента конфликта. "Потискивање" је израз који се користи за механизам који одстрањује мисли из свести. „Изолација афекта“ је термин који се користи за механизам који одстрањује осећаје из свести. Неуротски симптоми се могу појавити са или без дефицита у функцијама ега, у објектним односима и у снази ега. Стога није неуобичајена појава опсесивно-компулзивних шизофреника, паничних пацијента који пате и од граничног поремећаја личности итд.
Ово поглавље је наклоњено психоаналитичкој теорији "аутономних функција ега". С обзиром да је теорија "аутономних функција ега" само теорија, она се може показати нетачном.

### Порекло у детињству
Према фројдовским теоријама, проблеми одраслих потичу од нерешених конфликата из одређених фаза детињства и адолесценције проузрокованих фантазијом која је проистекла из њихових сопствених нагона. Фројд је на основу података прикупљених од својих пацијената у раном делу каријере сумњао да неуротичне сметње настају у случајевима када су деца сексуално злостављана у детињству (тзв. теорија завођења). Касније је сматрао да, иако се злостављање деце дешава, неуротични симптоми нису повезани са тим. Сматрао је да неуротични људи често имају несвесне конфликте који укључују инцестуозне фантазије које потичу из различитих фаза развоја. Открио је да у фази од отприлике 3. до 6. године (предшколски узраст, која се данас назива "прва генитална фаза") присутне фантазије о романтичним везама са оба родитеља. У тадашњем Бечу, на почетку 20. века, убрзо су јавиле расправе о томе да ли је завођење деце од стране одраслих, тј. сексуално злостављање деце, основа неуротске болести. Још увек не постоји потпуно слагање, иако данас професионалци признају штетне последице сексуалног злостављања деце на ментално здравље.
Многи психоаналитичари који раде са децом проучавали су последице злостављања деце, односно дефицит ега и објектних односа и тешке неуротичне сукобе. Многа су истраживања рађена о овим врстама траума из детињства и о њиховим последицама код одраслих људи. Проучавајући факторе из детињства који покрећу развој неуротских симптома, Фројд је пронашао скуп фактора који је, из књижевних разлога, назвао Едиповим комплексом (по Софокловој трагедији Краљ Едип, где главни јунак нехотице убија свог оца Лаја и ожени се својом мајком Јокастом). Валидност Едиповог комплекса је широко оспоравана и одбацивана. Скраћени израз, "едипални" - који касније проширио Џозеф Џ. Сендлер у делу On the Concept Superego (1960), а модификовао Чарлс Бренер у The Mind in Conflict (1982) - односи се на снажне привржености које деца имају према родитељима у предшколским годинама. Ове привржености укључују фантазије о сексуалним односима са једним (или оба) родитеља, и, према томе, такмичарске фантазије усмерене ка једном (или оба) родитеља. Хумберто Нагера (1975) је посебно допринео расветљавању многих сложености детета током тог узраста.
"Позитивни" и "негативни" едипални конфликт су у вези са хетеросексуалним и хомосексуалним аспектом. По свему судећи, обе врсте конфликта се дешавају у развоју код већине деце. На крају, дететов компромис са реалношћу (да се неће удати/оженити за једног родитеља нити елиминисати другог) води идентификацији са родитељским вредностима. Ове идентификације углавном стварају нови скуп менталних операција у вези са вредностима и кривицом, које се подводе под термин "суперего". Поред развоја суперега, деца „решавају“ своје едипалне конфликте предшколског узраста путем усмеравања жеља ка нечему што родитељи одобравају („сублимација“) и развоја, током школског узраста („латенције“), опсесивно-компулзивних одбрамбених маневара прилагођених узрасту (правила, понављајуће игре).

## Лечење
За процену менталних проблема користе се различите аналитичке и психолошке технике. Неки сматрају да постоје посебне констелације проблема које су посебно погодне за аналитички третман (види доле), док би други проблеми могли боље да се третирају помоћу лекова и других интерперсоналних интервенција. Да би се особа која тражи помоћ лечила психоанализом, без обзира на проблем који има, мора показати жељу за започињањем анализе. Она мора имати одређени капацитет за говор и комуникацију. Такође, мора бити способна за развијање поверења и увида у психоаналитичкој сеанси. Потенцијални пацијенти морају проћи кроз прелиминарну фазу лечења да би се проценила њихова склоност психоанализи, а такође и да би аналитичар могао да формира радни психолошки модел који ће користити за усмеравање лечења. Психоаналитичари углавном раде са неурозама и хистеријом; међутим, прилагођени облици психоанализе користе се и у раду са шизофренијом и другим облицима психозе или менталних поремећаја. Коначно, ако потенцијални пацијент има јаку склоност ка самоубиству, прелиминарна фаза може бити дужа, понекад са сеансама које имају двадесетоминутну паузу у средини. Постоје бројне модификације у техници психоанализе због индивидуалистичке природе личности, како пацијента тако и аналитичара.
Најчешћи проблеми који се лече помоћу психоанализе су: фобије, конверзије, компулзије, опсесије, напади анксиозности, депресије, сексуалне дисфункције, широк спектар проблема у односима (као што су забављање и брачна неслога), као и широк спектар карактерних проблема (нпр. екстремна стидљивост, злоба, радохоличарство, хиперседуктивност, хиперемоционалност итд.). Чињеница да многи такви пацијенти такође показују горепоменуте дефиците отежава дијагнозу и избор лечења.
Аналитичке организације попут IPA-e, APsaA-e и Европске федерације за психоаналитичку психотерапију установиле су процедуре и моделе за индикацију и праксу психоаналитичке терапије за полазнике у анализи. Поклапање аналитичара и пацијента може се посматрати као још један фактор који доприноси индикацијама и контраиндикацијама за психоаналитички третман. Аналитичар одлучује да ли је пацијент погодан за психоанализу. Ова одлука коју аналитичар доноси, осим што је донета на основу уобичајених индикација и патологије, такође се у одређеној мери заснива и на „поклапању“ аналитичара и пацијента. Прикладност особе за анализу заснива се на жељи те особе да сазна нешто о томе одакле потиче њена болест. Неко ко није погодан за анализу не показује никакву жељу да сазна нешто више о коренима своје болести.
Процена може да укључи мишљење једног или више независних аналитичара и укључиће разговор о финансијској ситуацији пацијента.

### Технике
Основна метода психоанализе је интерпретација пацијентових несвесних конфликата који ометају његово функционисање током дана - конфликата који изазивају болне симптоме као што су фобије, анксиозност, депресија и компулзије. Џ. Стрејчи (1936) је нагласио да схватање начина на које пацијент искривљује перцепције о аналитичару доводи до разумевања онога што је можда заборављено (такође погледати Фројдов чланак "Понављање, присећање и елаборација"). Нарочито, несвесни непријатељски осећаји према аналитичару могу се наћи у симболичним, негативним реакцијама на оно што је Роберт Ленгс касније назвао "оквиром" терапије - конфигурацијом која укључује трајање сеансе, плаћање хонорара и неопходност причања. Код пацијената који праве грешке, заборављају или показују друге необичности у вези са временом, накнадама и причањем, аналитичар обично проналази разне несвесне „отпоре“ мисаоном току (који се понекад назива и слободним асоцијацијама).
Када пацијент легне на кауч, при чему се аналитичар изван његовог видокруга, пацијент има тенденцију да се сети више доживљаја, отпора и преноса и може да реорганизује мисли након увида – помоћу интерпретација аналитичара. Иако се фантазије могу разумети путем испитивања снова, мастурбационе фантазије (уп. Marcus, I. and Francis, J. (1975), Masturbation from Infancy to Senescence) су такође важне. Аналитичара занима како пацијент реагује на такве фантазије и како их избегава (уп. Пол Греј (1994), Его и анализа одбране). Различити догађаји из раног живота углавном су искривљени у сећању – а у сваком случају, врло рана искуства (пре друге године) не могу се запамтити (видети дечје студије Еленор Галенсон о "евокативном сећању").

#### Варијације у техници
Постоји оно што је међу психоаналитичарима познато као "класична техника", мада је Фројд у својим списима значајно одступао од тога, у зависности од проблема конкретног пацијента. Др Алан Комптон је резимирао класичну технику као упутство (рећи пацијенту да покуша да каже шта му смета, укључујући и сметње); истраживање (постављање питања); и разјашњење (парафразирање и резимирање онога што је пацијент описао). Аналитичар такође може употребити конфронтацију како би пацијенту скренуо пажњу на неки аспект функционисања, обично на одбрану. Аналитичар затим користи разне методе интерпретације, попут динамичке интерпретације (објашњавање пацијенту како се претераном љубазношћу штити од кривице, нпр. – одбрана насупрот афекту); генетске интерпретације (објашњавање како прошли догађај утиче на садашњи); интерпретације отпора (показивање пацијенту како избегава своје проблеме); интерпретације трансфера (показивање пацијенту како стари сукоби искрсавају у тренутним односима, укључујући и онај са аналитичарем); или тумачења снова (слушање пацијентових идеја о његовим сновима и повезивање са тренутним проблемима). Аналитичари такође могу да користе реконструкцију да би проценили шта се можда догодило у прошлости што је створило неки тренутни проблем.
Ове технике се примарно заснивају на теорији конфликта (види горе). Како се теорија објектних односа развијала, допуњена радовима Џона Боулбија и Мери Ејнсворт, техникама са пацијентима који су имали озбиљније проблеме са основним поверењем (Ериксон, 1950) и историјом мајчинске депривације (види радове Аугусте Алперт) довели су до нових техника са одраслима. Те технике се понекад називају интерперсоналне, интерсубјективне (уп. Столороу), релационе или технике корекције објектних односа. Ове технике укључују изражавање емпатичног прилагођавања пацијенту или топлину; излагање делића аналитичаревог личног живота или ставова пацијенту; омогућавање аутономије пацијенту у виду неслагања са аналитичарем (уп. И. Х. Пол, Писма Сајмону ); и објашњавање мотивација других које пацијент погрешно схвата. Психолошки его концепти дефицита у функционисању довели су до усавршавања супортивне терапије. Те технике су посебно применљиве на психотичне и скоро психотичне пацијенте (уп. Eric Marcus, Psychosis and Near-psychosis). Ове методе супортивне терапије укључују разговоре о реалности; подстицај за останак у животу (укључујући хоспитализацију); психотропне лекове за ублажавање веома снажног депресивног афекта или веома снажних фантазија (халуцинација и суманутих идеја); и савете о значењима ствари (да се супротставе неуспеху апстракције).
Концепт „тихог аналитичара“ је критикован. Заправо, аналитичар слуша користећи Арлоуов приступ онако како је приказан у "The Genesis of Interpretation", користећи активну интервенцију за интерпретацију отпора, одбрана које стварају патологију и фантазија. Ћутање није техника психоанализе (такође видети студије и ставове др Овена Реника). „Аналитичка неутралност“ је концепт који не значи да аналитичар ћути, већ се односи на положај аналитичара да не заузима стране у унутрашњим борбама пацијента. На пример, ако се пацијент осећа кривим, аналитичар може истражити шта пацијент чини или мисли што проузрокује кривицу, али не да уверава пацијента да не треба да се осећа кривим. Аналитичар такође може да истражи идентификације са родитељима и другима које су довеле до кривице.
Интерперсонално-релациони психоаналитичари истичу концепт да је немогуће бити неутралан. Саливен уводи термин "учесник-посматрач" како би означио да аналитичар неизбежно ступа у интеракцију са анализантом и предлаже детаљно испитивање као алтернативу интерпретацији. Детаљно испитивање укључује уочавање момента где анализант изоставља важне елементе исказа и уочавање када је прича збркана и обазриво постављање питања за отварање дијалога.

### Групна и плеј терапија
Иако индивидуалне сеансе остају норма, психоаналитичка теорија се користи и у другим врстама психолошког лечења. Групну психоаналитичку терапију први су почели да користе Т. Бароу, Џозеф Прат, Пол Ф. Шилдер, Семјуел Р. Славсон, Хари Стек Саливен и Волф. Родитељско саветовање усмерено на дете установио је Фројд још на почетку аналитичке историје, а касније су га даље развили Ирвин Маркус, Едит Шулхофер и Гилберт Климан. Терапијом парова заснованом на психоанализи први је почео да се бави Др Фред Сандер. Технике и алати развијени у првој деценији 21. века учинили су психоанализу доступном пацијентима чије лечење није било могуће ранијим техникама. То значи да је аналитичка ситуација модификована тако да буде погоднија и кориснија овим пацијентима. М. Н. Игл (2007) сматра да психоанализа не може бити самостална дисциплина, већ мора бити отворена за утицај и интеграцију са налазима и теоријом из других дисциплина.
Психоаналитичке концепције су прилагођене за употребу код деце помоћу третмана као што су плеј терапија, арт терапија и причање прича. Током целе своје каријере, од 1920-их до 1970-их година, Ана Фројд је прилагођавала психоанализу деци кроз игру. Те методе се и данас користе код деце, нарочито у преадолесцентом узрасту (в. Леон Хофман, Центар за децу психоаналитичког института у Њујорку). Помоћу играчака и игара, деца су у стању да симболично прикажу своје страхове, фантазије и одбране; иако није идентична, ова техника код деце аналогна је техници слободних асоцијација код одраслих. Психоаналитичка плеј терапија омогућава детету и аналитичару да разумеју дечје конфликте, нарочито одбране попут непослушности и повлачења, које их  штите од разних непријатних осећаја и непријатељских жеља. У арт терапији, терапеут може детету нацртати портрет и онда испричати причу о том портрету. Терапеут обраћа пажњу на понављајуће теме - без обзира на то да ли је у питању цртеж или играчке.

### Културолошке варијације
Психоанализа се може прилагодити различитим културама, све док терапеут или саветник разуме клијентову културу. На пример, Тори и Блајмс су утврдили да су одбрамбени механизми валидни у нормативном узорку од 2.624 Тајланђана. Употреба одређених одбрамбених механизама је у вези са културним вредностима. На пример, Тајланђани цене смиреност и заједништво (због будистичких веровања), па имају ниску регресивну емоционалност. Психоанализа се може применити и зато што је Фројд користио технике које су му омогућавале да добије субјективна запажања својих пацијената. Он је користио објективни приступ тако што се није гледао у клијента током сеанси. Састајао се са својим пацијентима где год да су, на пример када је користио слободне асоцијације - где клијенти говоре шта год им падне на памет без аутоцензуре. Његови третмани имају слабу или никакву структуру за већину култура, посебно азијских. Стога је вероватније да ће се фројдовски конструкти користити у структурираној терапији (Thompson et al, 2004). Поред тога, Кори претпоставља да ће терапеуту бити неопходно да помогне клијентима да развију културни идентитет као и идентитет ега.

### Цена и дужина третмана
Трошкови психоаналитичког лечења за пацијента знатно варирају од места до места и од терапеута до терапеута. Анализа са ниском ценом често је доступна у клиници за психоаналитичку обуку и код специјализаната. Иначе, цена коју одређује сваки аналитичар за себе варира у зависности од степена његове обуке и његовог искуства. Будући да на већини места у Сједињеним Државама, за разлику од Онтарија и Немачке, класична анализа (која обично захтева сеансе три до пет пута недељно) није покривена здравственим осигурањем, многи аналитичари могу преговарати о свом хонорару са пацијентима за које осећају да могу да им помогну, али који немају финансијских средстава. Модификације анализе, у које спадају психодинамска терапија, кратке терапије и одређене врсте групне терапије (уп. Slavson, S. R., A Textbook in Analytic Group Therapy), имају мању фреквенцију - обично једном, два или три пута недељно – и обично пацијент седи окренут терапеуту. Као резултат одбрамбених механизама и слабог приступа скривеним елементима несвесног, психоанализа може бити екстензиван процес са 2 до 5 сеанси недељно током неколико година. Ова врста терапије ослања се на уверење да ублажавање симптома заправо неће помоћи суштинским узроцима или ирационалним нагонима. Аналитичар обично представља „празан екран“, откривајући врло мало о себи како би клијент могао да користи у том односу простор за рад на свом несвесном без мешања споља.
Психоаналитичар користи различите методе како би помогао пацијенту да постане самосвеснији и да стекне увид у своје понашање и у значење симптома. Прво и најважније, психоаналитичар покушава да успостави атмосферу поверења у којој ће се пацијент осећати сигурно док говори о својим осећањима, мислима и маштаријама. Од анализаната (како се особе на анализи зову) се тражи да говоре о свему што им падне на памет без страха од освете. Фројд је ово назвао "основним правилом". Од анализаната се тражи да причају о свом животу, укључујући детињство и тренутни живот, као и о очекивањима и тежњама у будућности. Анализанти се подстичу да говоре о својим фантазијама, „блиц мислима“ и сновима. Фројд је веровао да снови представљају "краљевски пут ка несвесном"; једну целу своју књигу је посветио тумачењу снова. Такође, психоаналитичари подстичу своје пацијенте да легну на кауч. Психоаналитичар обично седи иза пацијента, изван његовог видокруга.
Задатак психоанлитичара је да, у сарадњи с анализантом, продуби анализантово  разумевање оних фактора који се налазе изван његове свести, а који покрећу његово понашање. У сигурном психоаналитичком окружењу, анализант се везује за аналитичара и убрзо почиње да доживљава исте конфликте са аналитичарем које доживљава (или је доживљавао) са кључним личностима у животу као што су родитељи, шеф, партнер итд. Улога психоаналитичара је да укаже на ове конфликте и протумачи их. Преношење ових унутрашњих конфликата на аналитичара назива се "трансфер".
Рађене су такође и многобројне студије краћих „динамичких“ третмана; ови третмани су погоднији за мерење и осветљавају терапијски процес у некој мери. Кратка релациона терапија (БРТ), кратка психодинамска терапија (БПТ) и временски ограничена динамичка терапија (ТЛДП) ограничавају лечење на 20–30 сеанси. У просеку, класична анализа може трајати 5,7 година, али код фобија и депресија које нису искомпликоване дефицитом ега или објектних односа, може да траје краће. Дуже анализе су индиковане за оне са озбиљнијим поремећајима објектних односа, већим бројем симптома и укорењенијом патологијом карактера.

## Обука и истраживања

### Сједињене Државе
Психоаналитичка обука у Сједињеним Државама укључује личну психоанализу полазника, приближно 600 сати инструкција, са стандардним наставним планом и програмом, током четири или пет година.
Обично ову психоанализу мора спровести аналитичар за надзор и обуку. Већина института (али не сви) у оквиру Америчког психоаналитичког удружења, захтева да аналитичари за надзор и обуку буду сертификовани од стране Америчког одбора психоаналитичара. Сертификација подразумева анонимну ревизију којом психоаналитичарев рад проверавају психоаналитичари изван његове локалне заједнице. Након добијања сертификата, ови психоаналитичари пролазе кроз још једну проверу, овога пута од стране старијих чланова њиховог института. Аналитичари за надзор и обуку се придржавају највиших клиничких и етичких стандарда. Поред тога, они морају имати и велико искуство у практиковању психоанализе.
Слично томе, часови инструкција за психоаналитичке кандидате су ригорозни. Обично групе имају часове неколико сати недељно или цео дан или два дана сваког другог викенда током академске године; ово варира од института до института.
Кандидати обично имају један сат супервизије сваке недеље, са аналитичарем за надгледање и обуку, за сваки психоаналитички случај. Минимални број случајева варира од института до института, често су то два до четири случаја. Морају постојати и мушки и женски случајеви. Супервизија мора да траје најмање неколико година за један или више случајева. Она се обавља у канцеларији супервизора, где приправник представља материјал из психоаналитичког рада те недеље. У супервизији се истражују несвесни конфликти пацијента и испитују се констелације трансфера и контратрансфера. Такође се учи и клиничка техника.
Многи центри за психоаналитичку обуку у Сједињеним Државама су акредитовани од стране посебних одбора APsaA или IPA. Због теоријских разлика, постоје независни институти, које обично оснивају психолози, којима до 1987. није била дозвољена обука у психоаналитичким институтима APsaA. Тренутно у Сједињеним Државама постоји између 75 и 100 независних института. Такође су и други институти придружени другим организацијама као што су Америчка академија за психоанализу и динамичку психијатрију и Национална асоцијација за унапређење психоанализе. У већини психоаналитичких института у Сједињеним Државама, квалификација неопходна за упис је завршни степен образовања на пољу менталног здравља, као што су докторат из психологије (Ph.D. или Psy.D), мастер социјалног рада (M.S.W.) или диплома доктора медицине (M.D). Први институт за обуку у Америци који је почео да едукује психоаналитичаре који нису лекари било је Национално психолошко удружење за психоанализу (1978) у Њујорку, које је основао аналитичар Теодор Рајк.
Искуства психоаналитичара и психоаналитичких психотерапеута и истраживања дечјег развоја довела су до нових увида. Теорије се даље развијају и резултати емпиријских истраживања се интегришу у психоаналитичку теорију.

### Психоаналитичка психотерапија
Постоје различити облици психоанализе и психотерапије у којима се практикује психоаналитичко мишљење. Поред класичне психоанализе постоји психоаналитичка психотерапија, терапеутски приступ који чини "психоаналитичку теорију и клиничке праксе које су развијане током више од 100 година доступнијим већем броју људи." Остали примери добро познатих терапија који такође користе увиде психоанализе су лечење засновано на ментализацији (МБТ) и психотерапија фокусирана на трансфер (ТФП). Такође постоји континуирани утицај психоаналитичког размишљања у заштити менталног здравља.

### Истраживања
Током више од сто година психоаналитичких третмана и студија случаја, у часописима Modern Psychoanalysis, Psychoanalytic Quarterly, International Journal of Psychoanalysis и Journal of the American Psychoanalytic Association, анализирана је ефикасност анализе у случајевима неурозе и проблема са карактером или личношћу. Психоанализа модификована техникама објектних односа показала се ефикасном у многим случајевима укорењених проблема са интимношћу и односима (уп. са многим књигама Ота Кернберга). Психоаналитички третман, у другим ситуацијама, може трајати од једне до много година, у зависности од тежине и сложености поремећаја.
Психоаналитичка теорија је од својих почетака била предмет критике и полемике. Фројд је то приметио на почетку своје каријере, када су га други лекари у Бечу екскомуницирали због његовог открића да симптоми хистеричне конверзије нису ограничени само на жене. Изазови аналитичкој теорији започели са Отоом Ранком и Алфредом Адлером (на почетку XX века), да би се наставили са бихејвиористима (нпр. Волпеом) '40-тих и '50-тих година па све до данашњих дана (нпр. Алис Милер). Критике долазе од оних који приговарају концепту да у уму постоје механизми, мисли или осећања који могу бити несвесни. Критике су такође усмерене и на идеју „инфантилне сексуалности“ (да деца у доби од две до шест година размишљају о прокреацији). Критике теорије довеле су до варијација у аналитичким теоријама, као на пример у радовима Роналда Ферберна, Мајкла Балинта и Џона Баулбија. У последњих тридесет година отприлике, критике су се фокусирале на питање емпиријске провере.
Психоанализа се користи као истраживачко средство за дечји развој (уп. часопис The Psychoanalytic Study of the Child) и развијена је у флексибилан, ефикасан третман за одређене менталне поремећаје. Шездесетих година XX  века, доведена су у питање Фројдова рана размишљања (1905) о развоју женске сексуалности у детињству; ово питање је довело до значајних истраживања '70-их и '80-их година, а потом до реформулација женског сексуалног развоја и исправки неких од Фројдових концепата. Такође видети различите радове Еленор Галенсон, Ненси Чодороу, Карен Хорнај, Франсоаз Долто, Меланије Клајн, Селме Фрајберг и других. Недавно су психоаналитички истраживачи попут Алисије Либерман, Сузан Коутс и Данијела Шектера, који су у свој рад интегрисали теорију везаности, истраживали улогу родитељске трауматизације у развоју дечје менталне репрезентације себе и других.

## Процена ефикасности

### Искуство
Психоаналитичка професија је отпорна на испитивање ефикасности. Мера ефикасности заснована само на интерпретацији терапеута не може се доказати.

### Резултати испитивања
Резултати испитивања углавном иду у прилог ставовима о ефикасности на дужи рок.
Студија из 2015. је потврдила боље дугорочне резултате у отклањању депресије након психоанализе.
Помоћу метаанализа из 2012. и 2013. године пронађени су докази ефикасности психоаналитичке терапије, па су потребна додатна истраживања. Остале метаанализе објављене последњих година показале су да су психоанализа и психодинамска терапија ефикасне, са резултатима једнаким или већим од других врста психотерапије или лечења антидепресивима, али су и ти аргументи били предмет разних критика. Посебно, укључивање истраживања пре или после уместо рандомизованих контролисаних тестова и одсуство адекватних поређења са контролним третманима представља озбиљно ограничење у тумачењу резултата.
Према француском прегледу из 2004. године који је обавио ИНСЕРМ, психоанализа се показала ефикасна у лечењу паничног поремећаја, посттрауматског стреса и поремећаја личности.
Највеће рандомизовано контролисано испитивање терапије амбулантних болесника од анорексије нервозе, студија АНТОП, објављена 2013. у часопису Тhe Lancet, потврдила је да је модификована психодинамска терапија ефикасна у повећању индекса телесне масе након десетомесечног третмана и да ефекат траје најмање годину дана након завршетка лечења. У односу на друге третмане, нађено је да је делотворна у повећању индекса телесне масе исто као и когнитивна бихејвиорална терапија и као стандардни протокол лечења (који се састоји од упућивања на списак психотерапеута са искуством у лечењу поремећаја исхране поред надгледања и лечења код породичног лекара).
Систематским прегледом медицинске литературе који је обавила организација Кокран 2001. године дошло се до закључка да не постоје подаци који показују да је психодинамска психотерапија ефикасна у лечењу схизофреније и тешких менталних болести, те је упозорено да се лекови морају увек користити уз било коју врсту психотерапије у случајевима схизофреније. Француски преглед из 2004. године установио је исто. Истраживачки тим за резултате пацијената са схизофренијом саветује употребу психодинамске терапије у случајевима схизофреније и тврди да је потребно више испитивања како би се потврдила њена ефикасност.

## Критике

### Као област науке
И Фројд и психоанализа су екстремно критиковани. Полемике између критичара и бранитеља психоанализе често су биле толико оштре да су добиле назив Фројдови ратови.
Рани критичари психоанализе сматрали су да су његове теорије премало засноване на квантитативним и експерименталним истраживањима, а превише на методи клиничке студије случаја. Неки су оптужили Фројда за фабрикацију, као на пример у случају Ане О. Филозоф Френк Чофи наводи лажне тврдње о чврстој научној верификацији теорије и њених елемената као најјачу основу за сврставање рада Фројда и његове школе у псеудонауку. Други спекулишу да су његови пацијенти патили од данас лако препознатљивих стања која нису повезана са психоанализом; на пример, сматрају да је Ана О. патила од неке органске болести као што је туберкулозни менингитис или епилепсија темпоралног режња, а не од хистерије.
Карл Попер је тврдио да је психоанализа псеудонаука јер се њене тврдње не могу тестирати нити побити; то јест, оне нису оповргљиве. Имре Лакатош је касније написао да су "Фројдовци били збуњени Поперовим основним довођењем у питање научне искрености. Заправо су одбили да прецизирају експерименталне услове под којима би се одрекли својих основних претпоставки." Филозоф Роџер Скрутон, као што је написао у књизи "Sexual Desire" (1986), одбацио је Поперове аргументе, указујући на теорију репресије као на пример фројдовске теорије која има последице које су проверљиве. Скрутон је ипак закључио да психоанализа није истински научна, на основу тога што укључује неприхватљиву зависност од метафора.
Когнитивни научници су, нарочито, износили критике. Мартин Селигман, истакнути академик на пољу позитивне психологије, пише: „Пре тридесет година когнитивна револуција у психологији срушила је и Фројда и бихејвиористе, барем у академији.... Размишљање ... није само резултат емоција или понашања.... Емоција се увек генерише когницијом, а не обрнуто." Лингвиста Ноам Чомски критиковао је психоанализу због недостатка научне основе. Стивен Пинкер сматра да је фројдовска теорија ненаучна за разумевање ума. Еволуциони биолог Стивен Џеј Гулд сматрао је да је психоанализа под утицајем псеудонаучних теорија попут теорије рекапитулације. Психолози Ханс Ајзенк и Џон Ф. Килстром такође су критиковали психоанализу као псеудонауку.
Ричард Фајнмaн отписао је психоаналитичаре као обичне "врачеве":
Ако погледате све те компликоване идеје које су настале у бесконачно кратком временском периоду, ако упоредите са било којом другом науком колико времена је потребно да се дође до следеће идеје, ако узмете у обзир све структуре и проналаске и компликоване ствари, идове и ега, напетости и силе, притиске и привлачења, кажем вам да не може све то постојати. Превише је за један или неколико мозгова да измисле све то у тако кратком року.
Психијатар Е. Фулер Тори се, у својој књизи Врачеви и психијатри (1986), слаже да психоаналитичке теорије немају више научне основе од теорија традиционалних домородачких исцелитеља, „врачева“ или модерних „култних“ алтернатива, попут еста. Психолошкиња Алис Милер је оптужила психоанализу да је слична црној педагогији, што је описала у својој књизи "За твоје добро". Она је критички размотрила и одбацила валидност Фројдове теорије нагона, укључујући Едипов комплекс, који, по њој и Џефрију Мејсону, криви дете за насилно сексуално понашање одраслих. Психолог Џоел Купферсмид је истражио валидност Едиповог комплекса, испитујући његову природу и порекло. Закључио је да има мало доказа који подржавају постојање Едиповог комплекса.
Мишел Фуко и Жил Делез су тврдили да је институција психоанализе постала центар моћи и да њене исповедачке технике подсећају на хришћанску традицију. Жак Лакан је критиковао истицање, у неким америчким и британским психоаналитичким традицијама, онога што је он сматрао замишљеним "узроцима" симптома и препоручивао повратак Фројду. Заједно са Делезом, Феликс Гатари је критиковао едипални систем. Лус Иригарај је критиковала психоанализу, користећи концепт фалогоцентризма Жака Дериде да опише искључивање жене из фројдијанске и лаканијанске психоаналитичке теорије. У свом раду Анти-Едип, из 1972. године, Делез и Гатари узимају случајеве Жерара Мендела, Беле Грунбергера и Жанин Шасеге-Смиргел, истакнутих чланова најугледнијих удружења ( IPa ), да би истакли како психоанализа, традиционално, ентузијастично прихвата полицијску државу.
Теоријске основе психоанализе леже у оним филозофским струјама које нагињу интерпретативној феноменологији, а не у оним које нагињу научном позитивизму, чинећи теорију углавном некомпатибилном са позитивистичким приступима проучавању ума.
Иако су бројне студије показале да је ефикасност терапије пре свега у вези са квалитетом терапеута, а не са школом или техником или обуком, француски извештај из ИНСЕРМ-а је закључио да је психоаналитичка терапија мање ефикасна него друге психотерапије (укључујући и когнитивно-бихејвиоралну терапију) за неке болести. Извештај је користио метаанализу бројних других студија са циљем да се провери да ли је "доказано" или "се претпоставља" да је овај третман ефикасан код различитих болести.

### Фројдијанска теорија
У једном прегледу научног истраживања се наводи да иако се могу разликовати особине личности које одговарају Фројдовим фазама - оралној, аналној, едипалној и гениталној, оне се не морају нужно манифестовати као фазе у развоју деце. Ова истраживања такође нису потврдила да такве особине одраслих потичу из дечијих искустава (Fisher & Greenberg, 1977, 399). Међутим, ове фазе не треба посматрати као пресудне за модерну психоанализу. Оно што је кључно за модерну психоаналитичку теорију и праксу је моћ несвесног и феномен трансфера.
Идеја о "несвесном" се оспорава јер се људско понашање може посматрати, док се о људској менталној активности мора закључити. Међутим, несвесно је данас популарна тема проучавања у областима експерименталне и социјалне психологије (нпр. имплицитне мере става, фМРИ и ПЕТ и други индиректни тестови). Идеја о несвесном и феномен преноса су широко истражени и, како се тврди, потврђени у областима когнитивне психологије и социјалне психологије (Westen & Gabbard 2002), мада Фројдову интерпретацију несвесне менталне активности не подржава већина когнитивних психолога. Новији развоји у неуронауци резултирали су с једне стране ставом да је она дала биолошку основу за несвесну емоционалну обраду у складу са психоаналитичком теоријом, тј. неуропсихоанализу (Westen & Gabbard 2002), док друга страна тврди да такви налази чине психоаналитичку теорију застарелом и неважном.
Шломо Кало објашњава да је научни материјализам који је процветао у XIX веку озбиљно нашкодио религији и одбацио оно што се назива духовним. Посебно је оштећена институција свештеника исповедника. Празнину коју је ова институција оставила за собом брзо је заузела новорођена психоанализа. У својим списима, Кало тврди да је основни приступ психоанализе погрешан. Она заступа погрешне кључне претпоставке да је срећа недостижна и да је природна тежња човека да искористи своје ближње за сопствени ужитак и корист.

### Уводи
- Brenner, Charles (1954). An Elementary Textbook of Psychoanalysis..
- Elliott, Anthony (2002). Psychoanalytic Theory: An Introduction. Duke University Press.. Second Edition,.
An introduction that explains psychoanalytic theory with interpretations of major theorists.
- Fine, Reuben (1990). The History of Psychoanalysis. New Expanded Edition. Northvale: Jason Aronson. ISBN 0-8264-0452-9..
- Samuel, Lawrence R (2013). Shrink: A Cultural History of Psychoanalysis in America. University of Nebraska Press.
- Psychoanalysis Historical: Sigmund Freud's 1926 Encyclopædia Britannica article

### Референтни радови
- International dictionary of psychoanalysis : [enhanced American version], ed. by Alain de Mijolla, 3 vls., Detroit [etc.] : Thomson/Gale, 2005
- Laplanche, Jean (1974). The Language of Psycho-Analysis. ISBN 0-393-01105-4.. W. W. Norton & Company.
- Freud, Sigmund (1940). An Outline of Psychoanalysis. ePenguin.;General.  978-0393001518.
- Edelson, Marshall (1984). Hypothesis and Evidence in Psychoanalysis. Chicago University Press. ISBN 0-226-18432-3.. Chicago.
- Etchegoyen, Horacio (2005). The Fundamentals of Psychoanalytic Technique. Karnac Books. ISBN 1-85575-455-X.. ed., New Ed.
- Gellner, Ernest. The Psychoanalytic Movement: The Cunning of Unreason. ISBN 0-8101-1370-8.
- Green, André (2005). Psychoanalysis: A Paradigm For Clinical Thinking. ISBN 1-85343-773-5.. Free Association Books.
- Irigaray, Luce (2004). Key Writings. ISBN 0-8264-6940-X.. Continuum.
- Jacobson, Edith (1976). Depression; Comparative Studies of Normal, Neurotic, and Psychotic Conditions. International Universities Press. ISBN 0-8236-1195-7..
- Otto Kernberg: Severe Personality Disorders: Psychotherapeutic Strategies, Yale University Press; edition. . 1993. ISBN 0-300-05349-5. Недостаје или је празан параметар |title= (помоћ)
- Kohut, Heinz (2000). Analysis of the Self: Systematic Approach to Treatment of Narcissistic Personality Disorders. ISBN 0-8236-8002-9.. International Universities Press.
- Kovacevic, Filip (2007). Liberating Oedipus? Psychoanalysis as Critical Theory. Lexington Books. ISBN 0-7391-1148-5..
- Kristeva, Julia (1986). The Kristeva Reader. ISBN 0-231-06325-3.. edited by Toril Moi, Columbia University Press.
- Meltzer, Donald (1998). The Kleinian Development. Karnac Books. ISBN 1-85575-194-1.. (New edition),; Reprint edition.
- Meltzer, Donald (1983). Dream-Life: A Re-Examination of the Psycho-Analytical Theory and Technique. Publisher: Karnac Books. ISBN 0-902965-17-4..
- Mitchell, S.A., & Black, M.J. (1995). Freud and beyond: a history of modern psychoanalytic thought. Basic Books, New York. xviii-xx.
- Pollock, Griselda (2006). „Beyond Oedipus. Feminist Thought, Psychoanalysis, and Mythical Figurations of the Feminine.”. Laughing with Medusa. Oxford University Press. ISBN 0-19-927438-X.. Edited by Vanda Zajko and Miriam Leonard..
- Sabina Spielrein: "Destruction as cause of becoming", 1993, OCLC 44450080
- Stoller, Robert (1992). Presentations of Gender. Yale University Press. ISBN 0-300-05474-2..
- Robert Stolorow, George Atwood, & Donna Orange: Worlds of Experience: Interweaving Philosophical and Clinical Dimensions in Psychoanalysis. New York: Basic Books, 2002
- Spitz, René (2006). The First Year of Life: Psychoanalytic Study of Normal and Deviant Development of Object Relations. International Universities Press. ISBN 0-8236-8056-8..
- Tähkä, Veikko (1993). Mind and Its Treatment: A Psychoanalytic Approach. Madison, Conn: International Universities Press. ISBN 0-8236-3367-5..

### Серија књига
- Contemporary Psychoanalytic Studies, Rodopi, Amsterdam/New York.

### Анализе, расправе и критике
- Aziz, Robert (2007). The Syndetic Paradigm: The Untrodden Path Beyond Freud and Jung. Albany: State University of New York Press. ISBN 978-0-7914-6982-8.
- Borch-Jacobsen, Mikkel (1991). Lacan: The Absolute Master. Stanford: Stanford University Press. ISBN 0-8047-1556-4.
- Borch-Jacobsen, Mikkel (1996). Remembering Anna O: A century of mystification. London: Routledge. ISBN 0-415-91777-8.
- Jens, Brockmeier (1997). „Autobiography, narrative and the Freudian conception of life history”. Philosophy, Psychiatry, & Psychology. 4: 175—200.
- Burnham, John, ур. (2012). After Freud Left: A Century of Psychoanalysis in America. University of Chicago Press..
- Cioffi, Frank. (1998). Freud and the Question of Pseudoscience. Open Court Publishing Company. ISBN 0-8126-9385-X.
- Crews, Frederick (1995). The Memory Wars: Freud's Legacy in Dispute. New York: New York Review of Books. ISBN 1-86207-010-5.
- Crews, Frederick, ур. (1998). Unauthorized Freud: Doubters Confront a Legend. New York: Viking. ISBN 0-14-028017-0.
- Dufresne, Todd (2000). Tales From the Freudian Crypt: The Death Drive in Text and Context. Stanford: Stanford University Press. ISBN 0-8047-3885-8.
- Dufresne, Todd (2007). Against Freud: Critics Talk Back. Stanford: Stanford University Press. ISBN 0-8047-5548-5.
- Erwin, Edward (1996). A Final Accounting: Philosophical and Empirical Issues in Freudian Psychology. ISBN 0-262-05050-1.
- Esterson, Allen (1993). Seductive Mirage: An Exploration of the Work of Sigmund Freud. Chicago: Open Court. ISBN 0-8126-9230-6.
- Fisher, Seymour, Greenberg Roger P (1977). The Scientific Credibility of Freud's Theories and Therapy. New York: Basic Books.
- Fisher, Seymour, Greenberg Roger P (1996). Freud Scientifically Reappraised: Testing the Theories and Therapy. New York: John Wiley.
- Gellner, Ernest (1996). The Psychoanalytic Movement: The Cunning of Unreason. A critical view of Freudian theory. ISBN 0-8101-1370-8.
- Adolf, Grünbaum (1979). „Is Freudian Psychoanalytic Theory Pseudo-Scientific by Karl Popper's Criterion of Demarcation?”. American Philosophical Quarterly. 16: 131—141.
- Grünbaum, Adolf. (1985). The Foundations of Psychoanalysis: A Philosophical Critique. ISBN 0-520-05017-7.
- Macmillan, Malcolm (1997). Freud Evaluated: The Completed Arc. ISBN 0-262-63171-7.
- Morley S, Eccleston C, Williams A (1999). „Systematic review and meta-analysis of randomized controlled trials of cognitive behaviour therapy and behaviour therapy for chronic pain in adults, excluding headache”. Pain. 80 (1–2): 1—13. PMID 10204712. S2CID 21572242. doi:10.1016/s0304-3959(98)00255-3.
- Roustang, Francois (1982). Dire Mastery: Discipleship From Freud to Lacan. Baltimore: Johns Hopkins University Press. ISBN 0-88048-259-1.
- Webster, Richard. (1995). Why Freud Was Wrong. New York: Basic Books. ISBN 0-465-09128-8.. Harper Collins.
- Wollheim, Richard,itor., ур. (1974). Freud: A Collection of Critical Essays. New York: Anchor Books. ISBN 0-385-07970-2.

### Одговори на критике
- Köhler, Thomas (1996). Anti-Freud-Literatur von ihren Anfängen bis heute: Zur wissenschaftlichen Fundierung von Psychoanalyse-Kritik. Kohlhammer. ISBN 3-17-014207-0.
- Ollinheimo, Ari — Vuorinen, Risto: Metapsychology and the Suggestion Argument: A Reply to Grünbaum's Critique of Psychoanalysis. Commentationes Scientiarum Socialium. Helsinki: Finnish Academy of Science and Letters. 1999. стр. 53. ISBN 951-653-297-7.
- Robinson, Paul A.; Robinson, Paul W. (јануар 1993). Freud and His Critics. Berkeley & Los Angeles: University of California Press. ISBN 0-520-08029-7.
- Gomez, Lavinia (2005). The Freud Wars: An Introduction to the Philosophy of Psychoanalysis. 14. Psychology Press. стр. 108—111. ISBN 9781583917107.